# 陳樹菊
陳樹菊（1950年—），臺東傳統市場菜販和慈善家。她因多年持續捐助社會累積龐大金額，並被媒體發掘，而廣為人知。
2010年，《富比士》雜誌將她選入亞洲慈善英雄人物榜時代百大人物中「英雄」項目第八位；同時，《讀者文摘》將第4屆年度亞洲英雄獎頒發給她，中華民國教育部部長吳清基亦頒予一等教育文化獎章。2025年獲臺東大學頒發名譽博士學位。

## 生平

### 早年
1950年，陳樹菊出生於雲林縣西螺鎮，她在兄弟姊妹中排行第二。雙親為傳統市場蔬果小販，並育有四子二女。
7歲時，她隨父親移居臺東。畢業於臺東市仁愛國民小學後，母親因難產，且無法湊出足夠保證金付給醫院，在送醫過程中與腹中胎兒一同喪命。此後，陳樹菊一肩扛起家中生計，在母親位於臺東中央市場的承租菜攤開始賣菜，以協助兄長進修學業，並將弟弟們撫養成人。
1969年，她的三弟因患流行性感冒嚴重不適，雖然仁愛國小發起樂捐協助其住院接受治療，但是仍回天乏術。後來，她的二弟又因車禍過世；她感到辛酸痛恨之餘，因此更加將時間心力徹底投入賣菜工作，並皈依海山寺，藉佛教信仰力量放下煩惱。此後，她更開始長年持續捐出賣菜所得做社會公益事業，但她曾遭受來自父親的質疑。
1997年，她捐款新臺幣100萬元整給母校仁愛國小，成立急難救助獎學金。2005年，再捐新臺幣450萬元給母校仁愛國小，做為圖書館興建之用。此外，她更在當地的阿尼色弗兒童之家認養三名孤兒院童，並捐贈新臺幣100萬元整，每年更定期捐贈新臺幣3萬6,000元整。

### 知名
2010年，陳樹菊經媒体發掘而聲名大噪，她獲得時代雜誌百大影響力人物殊榮，獲邀參加於美國紐約曼哈頓中城舉行的頒獎典禮晚宴。陳樹菊未出過國，沒有中華民國護照與美國簽證，時任中華民國總統馬英九指示相關首長動員，全力協助陳樹菊前往美國赴宴。
2010年5月2日，臺東縣長黃健庭陪同她搭飛機前往臺北，外交部長楊進添至松山機場接機，並協助她辦理護照事務，馬英九更於護照事務完成後於總統府與她致意合照。5月3日，陳樹菊赴美國在台協會辦理簽證事務；該事務於30分鐘內即告完成。5月3日18時50分，陳樹菊在外交部北美司派出一名秘書陪同下搭機赴美。5月4日9時40分，陳樹菊一行人抵達紐約，並由紐約臺北經文處組長魏煥忠陪同，參觀當地菜市場；晚間，陳樹菊一行乘專車前往曼哈頓中城時代華納中心，參加時代雜誌百大影響力人物晚宴。

### 近況
她曾表示，其存款目標為新臺幣1,000萬元整，希望能成立基金會，幫助窮人，滿足其基本生活需求。2018年10月10日，慨然捐出2張現值新臺幣1,600萬元的保單，委託臺東馬偕紀念醫院和臺東基督教醫院成立「陳樹菊醫療貧困暨癌友關懷基金」，藉以幫助偏遠地區醫療。
2018年農曆春節前，她病倒在菜攤，被緊急送醫開刀，持續在家休養，菜攤也暫停營業。之後原計畫由大弟父子接手，但因大弟病倒，姪子無法兼顧，等於宣告退休歇業，原攤位現已改為熟肉鋪。
2021年，捐贈台東縣政府1,500萬元，幫助弱勢族群。

## 作品

### 廣告代言
- 擔任全民健康保險代言人[19][20]

### 傳記
- 劉永毅，《陳樹菊─不凡的慷慨》，2011年[21]

## 獲獎與榮譽
- 2012年7月25日，陳樹菊因長年行善展現「利他主義」榮獲麥格塞塞獎，菲律賓總統艾奎諾三世亦於8月31日下午在帕賽市菲律賓國際會議中心大會堂親自將獎牌頒予陳樹菊，並推崇她展現人性光輝。陳樹菊把獎項獻給親人，並將50,000美元獎金全數捐給臺東馬偕紀念醫院。[22][23][24]
- 清華大學為表彰陳樹菊義行，並期勉她的行為成為清華大學師生的楷模，在該校中文系教授楊儒賓等人的推薦下，於2018年6月17日頒授榮譽校友給陳樹菊。陳樹菊對此表示，自己只有小學畢業，從沒想過會得到清華大學的肯定。[25]
- 天文學界編號278986號小行星以陳樹菊命名，以表揚她的善行義舉，展現地球最美人心。[26][27][28]
- 2025年6月7日，臺東大學肯定其品格，故頒授名譽博士學位予他，起初陳樹菊謙讓，但被校長鄭憲宗以「讓愛傳出去」理念感動並接受。[29]